# Sankalpa
Sankalpa (sánscrito: संकल्प) significa una concepción, idea o noción formada en el corazón o la mente, un voto solemne o determinación para llevar algo a cabo, el deseo, la intención definitiva, la volición o la voluntad. En términos prácticos, la palabra samkalpa, significa el punto para hacer o lograr; y tanto psicológica como filosóficamente, es el primer paso práctico por el que se aumenta la sensibilidad y la potencialidad de la mente; se le conoce como la capacidad para aprovechar la fuerza de voluntad y la herramienta para enfocar y armonizar el aparato de cuerpo-mente.

## En los Vedas
El concepto de Sankalpa era conocida por los Rishis védicos. Sandhyavandanam incluye Sankalpa y Japa samkalpa como partes de dicho ritual.  En el Rigveda, Maya además de significar la engañosa o ilusoria realidad, igualmente significaba y/o representa la sabiduría del misterioso poder ilusorio de la voluntad (sankalpa-sakti) que hace que los dioses creen el esplendor de los mundos fenoménicos.

## En asuntos mundanos
Relacionado, el término Bhavana es también sentimientos e imaginación. Igualmente los términos Kalpana y Vikalpa, son dos palabras derivadas del significado Kalpa (hacer o generar), y sugieren mente o intelecto en general y específicamente creación imaginativa. La tercera derivada de la misma raíz Kalpa es Sankalpa es decir, el pensamiento, la intención, la determinación o la imaginación.
Normalmente, la palabra Sankalpa significa la voluntad de hacer, es decir, llevar a cabo o lograr un objetivo, como un voto o una promesa solemne de uno mismo. Sankalpa también significa el concepto o idea; un concepto es una idea. Es la determinación o la voluntad en la mente que precede a todas las acciones. Se considera creativo en carácter y superior al pensamiento ordinario, ya que activa el cuerpo; hace que uno realice un acto predeterminada con el fin de lograr un objetivo preestablecido. Significa: "voy a ser decisivo. Voy a ser todo corazón. Mi crecimiento es cierto. Sé que voy a cometer errores, pero voy a levantarme y continuar". Tal es la actitud de Sankalpa sin la cual no se puede hacer ningún progreso. La determinación no echa raíces de repente; es la concepción de un deseo profundamente arraigado de lograr algo, alcanzarlo con buena intención, con sinceridad y con la verdad.

## En psicología y filosofía
En el pensamiento indio, Sankalpa ha sido definida por muchos como un gran engaño, una enfermedad física y mental, el deseo y la ira, la superposición, todos los sufrimientos, todas las fallas, todas las manchas, el tiempo y el espacio, múltiples formas, ilusión del mundo, naturaleza universal, la ignorancia primordial, numerosas diferencias, la ignorancia, pares de díadas, todos los seres y todos los mundos, el cuerpo y tal, escucha y tal, el pensamiento de uno mismo, y todo lo demás como una variedad de la reflexión psicológica.
Rama quiso saber acerca de la naturaleza mental de Sankalpa, que habita en el cuerpo, inerte y sin una forma independiente. Aquí Sankalpa significa pensamiento, que es la imaginación de un objeto como agradable o dolorosa que lleva a desear o aversión del objeto. Rishi Vasishta explicó que el enemigo que es la mente se eleva en virtud del mero Sankalpa es decir, pensamiento; Sankalpa debe ser destruido para liberar la mente, para disipar la ilusión, poner fin a todas las formas de la miseria y la experiencia de deleite.
Una saga del Chāndogya_Upaniṣad habla sobre el poder omnipresente de la Voluntad, en el contexto de la lucha entre voluntarismo e intelectualismo que siglos después Schopenhauer también experimentó al concluir que todo el mundo parece estar lleno de la fuerza de voluntad, y que la motivación, estimulación y procesos mecánicos no son sino manifestaciones de la misma fuerza. Sanat Kumara, el más viejo de los progenitores de la humanidad, y llamado en el Mahabharata el hijo mayor de Brahman identificado con Karttikeya por el Chandogya Upanishad,  fue el maestro de Narada. Hacia el establecimiento de la primacía de la voluntad, le dice a Narada:
संकल्पो वाव मनसो भूयान्यदा वै संकल्पततेऽथ मनस्यत्यथं वाचमीरयति तामु नाम्नीरयति नाम्नि मन्त्रा एकं भवन्ति मन्त्रेषु कर्माणि ||१||
La voluntad es mayor que la Mente. Cuando se quiere, se reflexiona, luego se emite la Palabra, a continuación, se pronuncia el Nombre. En el nombre los mantras se convierten en uno; y en los mantras, los sacrificios se hacen uno (VII.iv.1).

## En Yoga
En el Yoga, Sankalpa es el preludio de cualquier penitencia. Con el fin de lograr un determinado objetivo, es necesario un Sankalpa. Se recomienda la práctica diaria de Sankalpa Mudra para lograr una resolución firme y específica. A continuación, el cuerpo y la mente se carga de ondas especiales que hacen que una persona segura de sí misma, decidida y motivada.

### Yoga Nidra
El Sankalpa es una resolución afirmativa que se repite mentalmente tres veces al principio y al final del Yoga Nidra. Tiene que ser una frase corta y positiva, hay que repetirla mentalmente, sentirla, y visualizarla. Esta resolución repetida en estado de relajación, será una orden que la mente consciente da a la mente subconsciente, que en estos momentos está muy receptiva, para que luego se manifieste a nivel consciente aportando cambios en la personalidad y en la vida.
La práctica del Nidra Yoga permite al Sankalpa llegar muy profundo en la psique propia. Sankalpa es un llamado al despertar, y permite dirigir la conciencia a través de los chakras.